# Sully (1901)
El Sully fue un crucero acorazado de la Marina Francesa, botado el 4 de junio de 1901, que formaba parte de la Clase Gloire de cruceros acorazados.

## Historia operacional

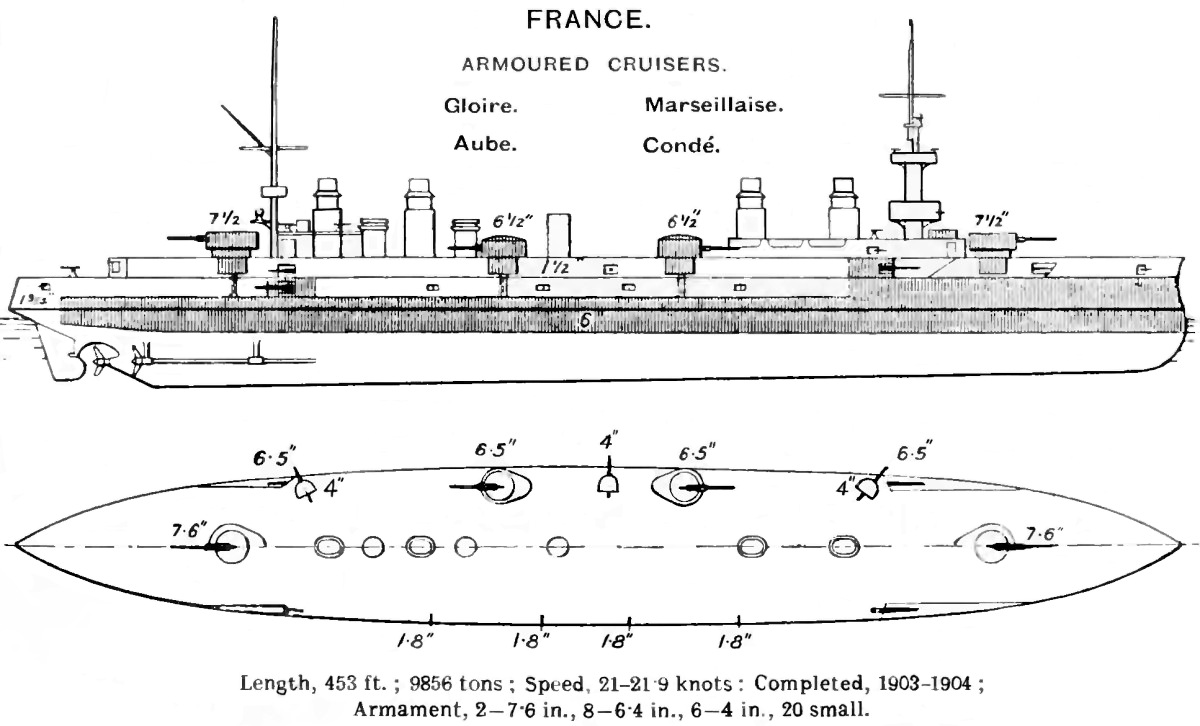
Perfil y planta de la Clase Gloire, a la que pertenecía el Sully.

El crucero acorazado Sully no tuvo una vida operativa muy dilatada, ya que, el 30 de septiembre de 1905, naufragó en aguas de la bahía de Ha-Long, en Indochina, en las costas del actual Vietnam. Todos los intentos de salvar el buque resultaron infructuosos.

## Anexos
- Anexo:Cruceros acorazados por país

- Datos: Q5502110
- Multimedia: Sully (ship, 1904) / Q5502110